# Прешак-сюр-Адур
Преша́к-сюр-Аду́р (фр. Préchac-sur-Adour) — коммуна во Франции, находится в регионе Юг — Пиренеи. Департамент — Жер. Входит в состав кантона Плезанс. Округ коммуны — Миранд.
Код INSEE коммуны — 32330.

## География
Коммуна расположена приблизительно в 620 км к югу от Парижа, в 120 км западнее Тулузы, в 50 км к западу от Оша.
По территории коммуны протекают реки Адур и Лас и проходит канал Аларик.

## Климат
Климат умеренно-океанический. Лето жаркое и немного дождливое, температура часто превышает 35 °С. Зимой часто бывает отрицательная температура и ночные заморозки. Годовое количество осадков — 700—900 мм.

## Население
Население коммуны на 2010 год составляло 212 человек.
| 1962 | 1968 | 1975 | 1982 | 1990 | 1999 | 2006 | 2008 | 2013 | 2018 | 2020 |
| ---- | ---- | ---- | ---- | ---- | ---- | ---- | ---- | ---- | ---- | ---- |
| 216  | 191  | 190  | 190  | 212  | 215  | 214  | 214  | 206  | 196  | 194  |

## Администрация
| Период | Период | Фамилия           | Партия                   | Примечания |  |
| ------ | ------ | ----------------- | ------------------------ | ---------- |  |
| 2001   | 2006   | Фредерик Риморо   |                          |            |  |
| 2006   | 2016   | Франсис Боссо     | Радикальная левая партия |            |  |
| 2016   | 2023   | Мари́-Мартин Адлер |                          |            |  |
| 2023   |        | Франсуа Лассаль   |                          |            |  |

## Экономика
В 2010 году среди 134 человек трудоспособного возраста (15-64 лет) 88 были экономически активными, 46 — неактивными (показатель активности — 65,7 %, в 1999 году было 64,9 %). Из 88 активных жителей работали 80 человек (42 мужчины и 38 женщин), безработных было 8 (2 мужчин и 6 женщин). Среди 46 неактивных 11 человек были учениками или студентами, 19 — пенсионерами, 16 были неактивными по другим причинам.

## Достопримечательности
- Церковь Св. Иоанна Крестителя (XI век). Исторический памятник с 1960 года[4]

## Фотогалерея

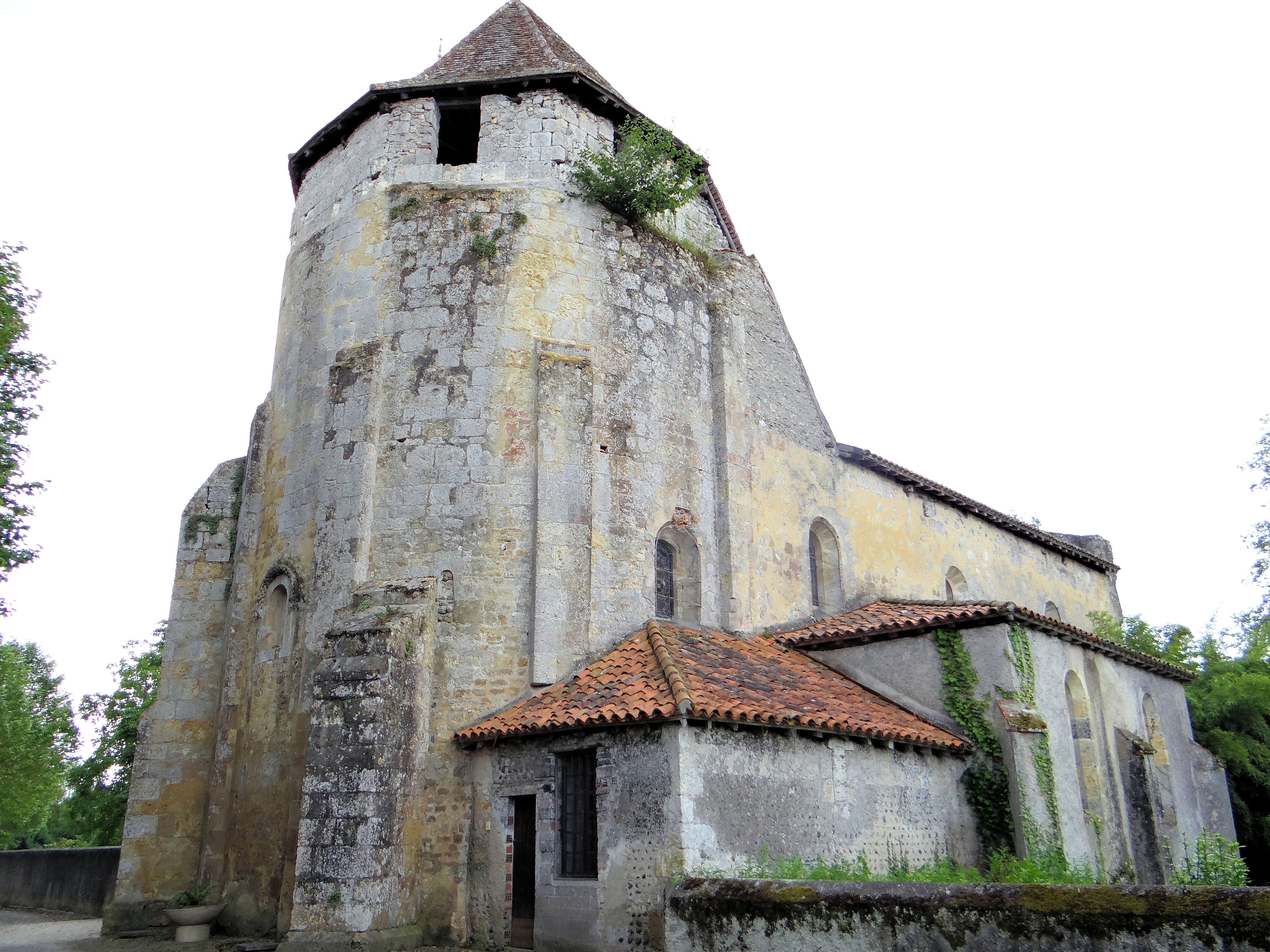
Церковь Св. Иоанна Крестителя
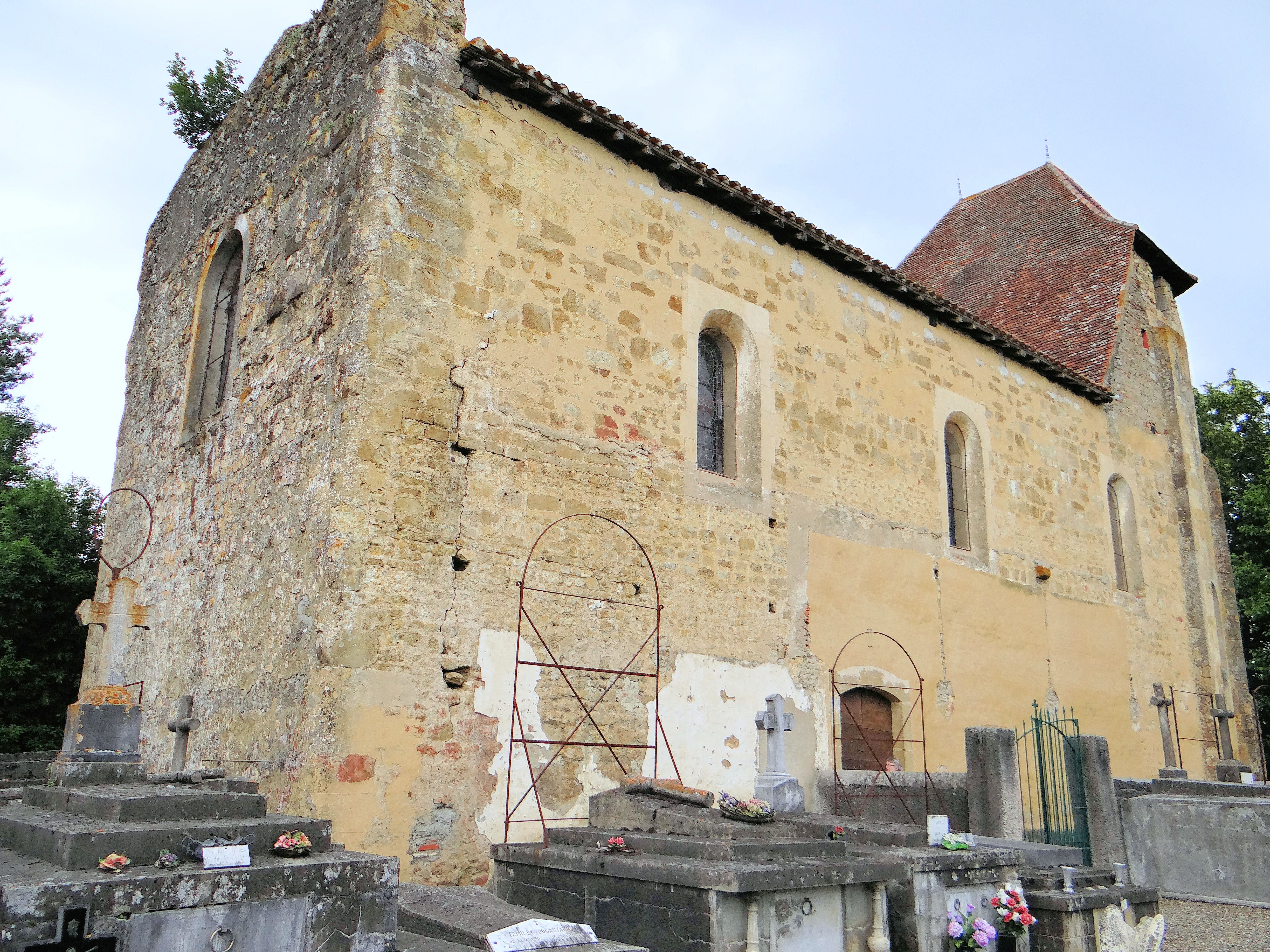
Церковь Св. Иоанна Крестителя
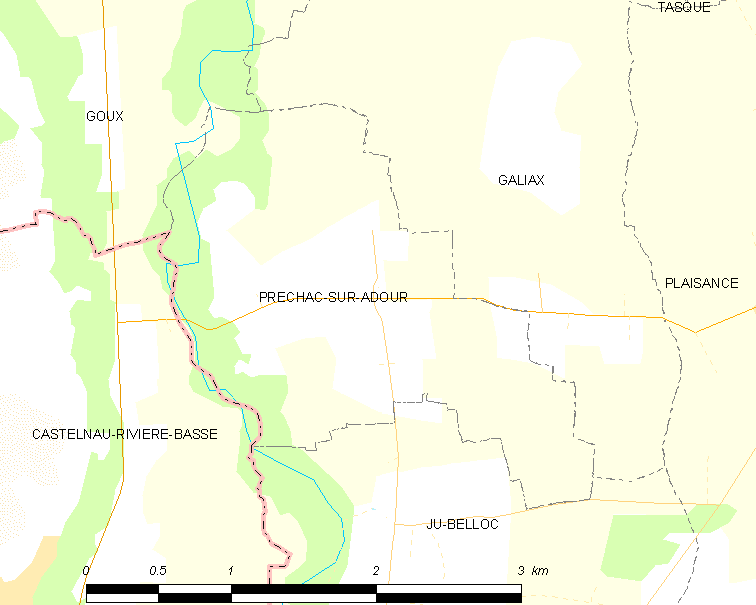
Карта коммуны